# Don't Worry Baby
Don't Worry Baby è un brano musicale del 1964 del gruppo surf rock dei Beach Boys, scritta da Brian Wilson (cantante e leader del gruppo) e Roger Christian. La canzone venne pubblicata su singolo (lato A: I Get Around) negli Stati Uniti nel maggio 1964, ed un mese dopo, nel giugno '64 anche in Gran Bretagna. Nonostante si trattasse di una B-side, il brano riuscì a conquistarsi autonomamente la posizione numero 24 nella classifica statunitense dei singoli.
La canzone è stata inserita alla posizione numero 176 nella lista delle 500 migliori canzoni di sempre redatta dalla rivista Rolling Stone. Inoltre Pitchfork ha inserito Don't Worry Baby alla posizione numero 14 della lista delle "200 migliori canzoni degli anni sessanta".

## Il brano
Una tenera ballata eseguita in falsetto da Brian con cori nell'inciso, contenuta nell'LP Shut Down Volume 2 e lato B del singolo I Get Around.
Wilson considera la canzone la risposta maschile a Be My Baby, successo delle Ronettes dell'anno precedente (1963).
John Lennon riprenderà tanti anni dopo la melodia di Don't Worry Baby in (Just Like) Starting Over, brano contenuto nell'album Double Fantasy (1980).

## Cover
- Everly Brothers
- B.J. Thomas
- Equipe 84 - (titolo italiano: Sei già di un altro album: Equipe 84 1965)
- Billy Joel,  l'ha cantata in un concerto-tributo a Wilson dove, prima di eseguirla, racconta (scherzandoci su) di quanto sua figlia "Alexa" adori questa canzone, da quando la sentì per la prima volta nel film: Mai stata baciata.
- Andy Pratt
- Zed - (gruppo musicale Neozelandese)
- Lorrie Morgan - (Con gli stessi Beach Boys nei cori)
- Brian Ferry
- Keith Moon nel suo unico album da solista Two Sides of the Moon del 1975.
- Ronnie Spector
- Joseph Williams (Smiles)

### Colonna sonora
- 1987 - Good Morning, Vietnam -  (con Robin Williams)
- 1994 - Il mio primo bacio -  (con Jamie Lee Curtis)
- 1995 - Bye bye Love -  (con Randy Quaid)
- 1999 - Mai stata baciata -  (con Drew Barrymore) Video
- 2006 - Déjà vu - Corsa contro il tempo -  (con Denzel Washington)